# Le Temps (magazine marocain)
Pour les articles homonymes, voir Le Temps et Temps (homonymie).
Le Temps est un hebdomadaire marocain d'expression française qui traite des affaires économiques et politiques.